# Petit écolier
Petit écolier est une marque de biscuit en forme de Petit Beurre recouvert d'une petite tablette de chocolat posée au-dessus représentant un enfant tenant un panier dans sa main gauche et un biscuit dans sa main droite. Les biscuits sont originellement vendus par la biscuiterie française LU.
Il existe plusieurs parfums de Petit écolier : chocolat noir, chocolat blanc, lait et noisette.

## Histoire

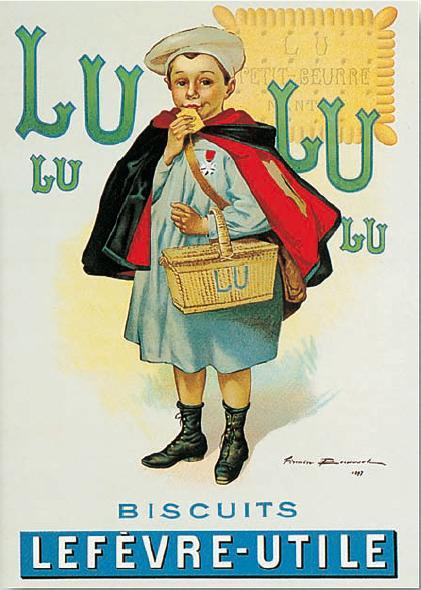
Affiche de Firmin Bouisset (1897).

La marque « Petit écolier » est déposée en 1927 par le biscuitier nantais Lefèvre-Utile. À l'origine, elle désigne un biscuit sablé au cacao de forme ronde.
Créée en 1983, la version contemporaine de ce biscuit profite de la notoriété d'une affiche réalisée en 1897 de Firmin Bouisset pour illustrer le Petit Beurre, puis l'ensemble des produits de la marque LU. Le personnage est resté inchangé depuis sa création.

## Dans la littérature
Dans le roman Le Sympathisant  de Viet Thanh Nguyen, écrivain vietnamo-américain, le narrateur évoque le biscuit dans ses souvenirs du Vietnam des années soixante. 
Elle (ma mère) sourit courageusement et m'appela son petit écolier, en français, du nom du biscuit nappé de chocolat que j'aimais tant, enfant, et que mon père m'offrait une fois l'an, à Noël. D'ailleurs, en guise d'adieu, elle m'offrit un paquet de ces biscuits importés - une petite fortune pour cette femme qui s'était contentée d'en grignoter un, une fois, et gardait tout le reste pour moi à chaque Noël...
Les Français n'avaient décidément pas leur pareil pour inventer des plaisirs coupables